# Laupersdorf
Laupersdorf is een gemeente en plaats in het Zwitserse kanton Solothurn en maakt deel uit van het district Thal.
Laupersdorf telt 1685 inwoners.